# Ngô Anh Vũ
Ngô Anh Vũ (sinh ngày 02 tháng 02 năm 1989) là một cầu thủ bóng đá chuyên nghiệp người Việt Nam hiện đang thi đấu ở vị trí trung vệ cho câu lạc bộ Bình Thuận tại Giải bóng đá Hạng Nhất Quốc gia 2023.
Anh từng có nhiều năm thi đấu cho các đội V.League 1, V.League 2 như Sài Gòn, Đồng Nai, Đồng Tháp trước khi cập bến Bình Thuận mùa giải 2022.

## Bê bối
Phút 33 trận tranh vé lên hạng Nhất quốc gia ngày 8 tháng 6 năm 2022 giữa Bình Thuận vs Hải Nam Vĩnh Yên Vĩnh Phúc tại sân 19.8 ở Nha Trang, Ngô Anh Vũ có pha xoạc bóng lỗi với 1 cầu thủ đối phương. Trọng tài chính Trần Ngọc Nhớ đã rút thẻ vàng thứ 2 với trung vệ này, đồng nghĩa với việc anh bị truất quyền thi đấu.
Không đồng tình với quyết định này, Ngô Anh Vũ đã lao vào hành hung, đe dọa và đấm trọng tài Trần Ngọc Nhớ. Dù các trợ lý trọng tài lao vào sân ngay sau đó, Ngô Anh Vũ vẫn không thôi hành động bạo lực. Mọi chuyện chỉ chấm dứt sau khi lực lượng an ninh và ban huấn luyện 2 đội vào can thiệp.
Trước khi rời sân, cầu thủ này liên tục có những lời lẽ vô văn hóa nhắm đến trọng tài và cả khán giả Nha Trang.
Sau hành động xấu xí này, Ngô Anh Vũ bày tỏ trên trang cá nhân của mình: “Ngay tại thời điểm này, em cũng không biết nói gì ngoài lời xin lỗi đến ban lãnh đạo đội bóng Bình Thuận, lời xin lỗi đến người hâm mộ. Do tính chất trận đấu quá áp lực căng thẳng em đã có hành động không kiềm chế gây tổn hại đến trọng tài và hình ảnh của CLB, em rất hối hận và cũng không biết nói thêm gì nữa ngoài một lần nữa gửi lời xin lỗi, xin lỗi mọi người rất nhiều!”.
Với hành động tấn công trọng tài của Anh Vũ, chắc chắn anh sẽ lĩnh án phạt rất nặng, có thể bị treo giò vĩnh viễn, khi Ban kỷ luật VFF củng cố đầy đủ hồ sơ.
Ông Vũ Xuân Thành, Trưởng ban kỷ luật VFF cho biết ban này sẽ xem xét và đưa ra mức án có tính răn đe sau khi xem xét đầy đủ các hồ sơ liên quan đến vụ việc.
Ngày 10/6/2022, Ban kỷ luật LĐBĐVN đã ra quyết định số 250: Phạt 25.000.000đ (Hai mươi lăm triệu đồng) và đình chỉ tham gia các hoạt động bóng đá do Liên đoàn Bóng đá Việt Nam quản lý, tổ chức 24 tháng do có các hành vi vi phạm: Xâm phạm thân thể trọng tài trong các trường hợp đặc biệt nghiêm trọng và thiếu văn hóa với trọng tài.